# Ванга товстодзьоба
Ванга товстодзьоба (Euryceros prevostii) — вид горобцеподібних птахів родини вангових (Vangidae). Забарвлення в основному синьо-чорне, з рудими крилами і величезним арочним сині наростом над дзьобом. Вона поширена у низовинах і гірських тропічних лісах на північному сході Мадагаскару. Її раціон складається з безхребетних, в основному комах.

## Таксономія
Euryceros prevostii єдиний вид роду Euryceros. Найближчий родичем в родині вважається ванга руда (Schetba rufa), які, як вважають, відокремились 800 тис. років тому.

## Опис
Ванга шоломоноса велика, другий за величиною вид вангових після ванги серподзьбої (Falculea palliata). У довжину вона досягає 28-31 см (11-12 дюймів), а вага — 84-114 г (3,0-4,0 унцій). Найбільш відмінною особливістю є масивний загнутий дзьоб, що сягає 51 мм (2,0 дюйма) довжини і 30 мм (1,2 дюйма) ширини.

## Розповсюдження і місця проживання
Він поширений у низовинах і гірських тропічних лісах на північному сході Мадагаскару. Ареал виду включає національні парки Мароєї, Масоала і Мантадія Андасибе.

## Поведінка
Дорослі, в основному, їдять великих комах, але раціон молоді у гнізді може бути більш різноманітною, включаючи равликів, ящірок, павуків і крабів.

## Розмноження
Вид є моногамним. Сезон розмноження триває з жовтня по січень на півострові Масоала. Обидві статі будують гніздо, яке має формою чашки 15 см (5,9 дюйма) в діаметрі, побудоване з переплетених волокон рослин, мохів і гілок, і знаходиться на деревах на висоті 2-4 м від землі. У кладці два-три рожево-білі яйця.